# Magenta de 1 centavo de la Guayana Británica
El sello de Guiana de 1 centavo se conoce como el sello más raro del mundo por muchos filatelistas, del que únicamente queda un solo ejemplar. Fue emitido en 1856 por la oficina de correos de la capital de la Guayana Británica, colonia del Reino Unido (actualmente Guyana).
Está imperforado (sin dentar), impreso en negro sobre papel magenta, y cuenta con la imagen de un buque que navega por las costas de América con el lema de la colonia "Damus petimus que vicissim" (Dar y esperar a cambio) en el centro. Consta de cuatro líneas finas que enmarcan la nave. Tiene el nombre del país de emisión y el valor facial en pequeñas letras mayúsculas de color negro, que a su vez, están alrededor de la trama. 
Costó alrededor de 935 000 dólares en su venta en 1980, pero actualmente su valor ha llegado a los 9,5 millones de dólares  cuando fue vendido por la casa de subastas Sotheby's en Nueva York, el 17 de junio de 2014, por lo cual resulta el sello postal más caro del mundo.

## Antecedentes
El sello de magenta de 1 centavo fue parte de una serie de tres sellos emitidos en ese año de 1856 y fue destinado al pago del envío de los periódicos locales. Los otros dos sellos, uno magenta de 4 centavos y otro azul de 4 centavos, estaban destinados al uso postal.
Su nacimiento se originó por una serie de infortunios. En 1856, debía llegar una entrega de sellos desde Gran Bretaña por barco, pero pasaron semanas sin que se recibiera el envío, por lo que el jefe de correos local, E. T. E. Dalton, autorizó a los impresores Joseph Baum y Dallas William -que eran los editores del periódico Gaceta Oficial en Georgetown- a imprimir una emisión de emergencia que sustituyera a los tres tipos de sellos faltantes. Dalton dio algunas especificaciones sobre el diseño, pero los impresores optaron por agregar la imagen de un pequeño barco diseñado por ellos mismos en la serie de estampillas, agregando a su alrededor el lema de la colonia: Damus petimus que vicissim. Dalton no estaba satisfecho con el resultado final, y como una salvaguarda contra la posible falsificación ordenó que toda la emisión de los nuevos sellos fuese rubricada por los empleados de correos. Este sello en particular, fue firmado por el escribano E. D. Wight.

## Descripción e historia
Se sabe que sólo existe una copia del sello. No está en condiciones de uso y se ha cortado de una forma octogonal. Tiene una firma, de conformidad con la política de Dalton, que se puede ver en el lado izquierdo. Está muy sucio y mal recortado en la parte izquierda, sin embargo, es una de las estampillas más valiosas existentes en el mundo.
Fue descubierto en 1873 por un estudiante escocés de 12 años de edad, Vernon Vaughan, en el pueblo guyanés de Demerara, entre las cartas de su tío. No había registro de esta pieza en su catálogo de sellos, así que lo vendió unas semanas más tarde por unos cuantos chelines a un distribuidor local, N. R. McKinnon. Después de eso, el precio aumentó. Tras ser vendido por McKinnon, fue adquirido por una serie de coleccionistas antes de ser comprado por el barón austriaco Philipp von Ferrary en la década de 1880 por 750 dólares estadounidenses. La enorme colección de sellos del barón Von Ferrary debió ser abandonada por su dueño en la embajada de Austria en París con motivo de la Primera Guerra Mundial, pero tras la muerte de Von Ferrary en Suiza (1917), la colección completa fue embargada por Francia como parte de las reparaciones de guerra y procedió a venderla.
Durante una serie de catorce subastas realizadas en París en 1922, el millonario industrial estadounidense Arthur Hind compró el sello por más de 36 000 dólares estadounidenses (según se informa, superando en ofertas a dos reyes filatelistas: Jorge V del Reino Unido y Alfonso XIII de España), y fue vendida por su viuda por 40 000 dólares estadounidenses a un ingeniero millonario de Florida.
En 1970, un sindicato de inversores financieros de Pensilvania, dirigido por Irwin Weinberg, adquirió el sello por 280 000 dólares y Weinberg pasó gran parte de la década exhibiendo el "Magenta de Guayana" en una gira mundial. El millonario filatelista estadounidense John E. Du Pont (1938-2010) lo compró por 935 000 dólares en 1980. El sello pasó muchos años encerrado en una cámara acorazada de un banco, mientras su propietario falleció en 2010 porque cumplía desde 1997 una condena de 30 años por asesinato. No obstante, los herederos de Du Pont vendieron el sello, que fue comprado en una subasta el 17 de junio de 2014 por un coleccionista anónimo por la suma de 9,48 millones de dólares, superando con creces a cualquier otra estampilla del planeta y convirtiéndose en el sello postal más caro del mundo.

## Controversias
En un momento[¿cuándo?] se sugirió que el sello de 1 centavo era más que una "retocada" copia del sello de magenta de 4 centavos de la serie de 1856, un sello muy similar a la marca de 1 centavo en apariencia. Estas afirmaciones fueron refutadas[cita requerida].
En la década de 1920 se desarrolló el rumor de que se había descubierto una segunda copia de la estampilla y que el entonces propietario de la estampilla, el millonario estadounidense Arthur Hind, había comprado secretamente este segundo ejemplar y de inmediato lo destruyó para asegurarse de que su ejemplar siguiera siendo "único". El rumor aún no ha sido comprobado.
En 1999, se divulgó que un segundo sello de 1 centavo se había descubierto en Bremen, Alemania. El sello era propiedad del filatelista alemán Peter Winter, que es ampliamente conocido por la producción de falsificaciones de muchas estampillas clásicas de Alemania y del resto del mundo, imprimidas como facsímil en papel moderno. Sin embargo, dos expertos europeos en filatelia, Rolf Roeder y David Feldman, consideraron que el sello poseído por Winter era original. El sello fue examinado en dos ocasiones en la Real Sociedad Filatélica de Londres, la cual ha determinado que el ejemplar mostrado por Peter Winter es una falsificación. En opinión de la sociedad londinense, este "segundo ejemplar" en realidad era un sello en color magenta y con valor facial de 4 centavos de la misma emisión de 1856, pero que había sido alterado por medios químicos para tornarlo similar al "Magenta de un centavo".

## Cultura popular
- El sello de 1 centavo se usó como un recurso argumental en la película de 1941, "The Saint in Palm Springs".[8] En la película su valor se indicó en 65 000 dólares.
- El sello fue buscado en la historieta "El hombre dorado" de Carl Barks en 1952,[9] en el cual el Pato Donald, el filatelista, dijo que valía "más de cincuenta mil dólares".
- El sello se mencionó en la serie "The Ruse Escarlata" (1972) de John D. MacDonald's por Travis McGee dándole un valor de $325 000.

El Sello Magenta es central en la Serie de TV Las calles de San Francisco, en el Capítulo 6. "El Sello de la Muerte" en la Segunda Temporada